# 徐麒
徐麒（？—？），明朝軍事將領。
其與南寧千戶蔡颙鎮守邱溫，安南軍進攻時，邱溫被圍，徐麒與蔡颙猶帥疲卒固守，后城陷皆死。